# Магеланова експедиција
Магеланова експедиција (енгл. Magellan expedition, 1519-1522), прво успешно путовање око Земљине кугле, сматра се једним од највећих подвига у историји морепловства. Магеланова експедиција је била шпанска експедиција из 16. века коју је планирао и водио португалски истраживач Фердинанд Магелан. Једно је од најважнијих путовања у Добу открића и у историји истраживања. Његова сврха је била да пређе Атлантски и Тихи океан и отвори трговачки пут са Молучким острвима, или Острвима зачина, у данашњој Индонезији. Експедиција је напустила Шпанију 1519. и тамо се вратила 1522. предвођена шпанским морепловцем Хуаном Себастијаном Елканом, који је прешао Индијски океан након Магеланове смрти на Филипинима. Са укупно 60.440 km, или 37.560 миља, скоро трогодишње путовање је постигло прво обилазак Земље у историји. Такође је открило огромне размере Тихог океана и доказао да бродови могу да плове око света западним морским путем.
Експедиција је постигла свој примарни циљ — да пронађе западни пут до Острва зачина. Флота са пет бродова напустила је Шпанију 20. септембра 1519. године са око 270 људи. Након пловидбе преко Атлантског океана, флота је наставила на југ дуж источне обале Јужне Америке и на крају открила Магеланов мореуз, омогућавајући бродовима да прођу до Тихог океана, који је сам Магелан назвао Мар Пацифико. Флота је завршила први прелазак Пацифика, зауставила се на Филипинима и на крају стигла до Молука након две године. Веома исцрпљена посада предвођена Елканом коначно се вратила у Шпанију 6. септембра 1522, након што је отпловила на запад преко Индијског океана, око Рта добре наде кроз воде под контролом Португалаца и на север дуж западне афричке обале да би коначно стигли у Шпанију.
Експедиција је претрпела многе тешкоће, укључујући саботаже и побуне углавном шпанске посаде (и самог Елкана), глад, скорбут, олује и непријатељске сусрете са домородачким становништвом. Само око 40 људи и један брод (Викторија) завршили су обилазак. Сам Магелан је погинуо у бици на Филипинима и наследио га је на месту генерал-капетана низ официра, а Елкано је на крају водио Викторијино повратно путовање.
Експедицију је финансирао углавном шпански краљ Карло I, у нади да ће открити профитабилну западну руту до Острва зачина, пошто је источну руту контролисала Португалија према Уговору из Тордесиљаса. Иако је експедиција пронашла пут, био је много дужа и напорнији него што се очекивало и стога није била комерцијално корисна. Ипак, експедиција се сматра једним од највећих достигнућа у поморству и имала је значајан утицај на европско схватање света.

## Позадина
Путовања Кристофора Колумба на запад (1492–1504) имала су за циљ да се дође до Индије и успоставе директни комерцијални односи између Шпаније и азијских краљевстава. Шпанци су убрзо схватили да земље Америке нису део Азије, већ други континент. Уговор из Тордесиљаса из 1494. резервисао је за Португалију источне руте које су ишле око Африке, а Васко да Гама и Португалци су стигли у Индију 1498. године.
С обзиром на економски значај трговине зачинима, Кастиља (Шпанија) је хитно морала да пронађе нови комерцијални пут до Азије. После конференције Јунта де Торо 1505. године, Шпанска круна је наручила експедиције да открију пут ка западу. Шпански истраживач Васко Нуњез де Балбоа стигао је до Тихог океана 1513. године након што је прешао Панамску превлаку, а Хуан Дијаз де Солис је умро у Рио де ла Плати 1516. док је истраживао Јужну Америку у служби Шпаније.
Фердинанд Магелан је био португалски морнар са претходним војним искуством у Индији, Малаки и Мароку. Пријатељ, и могући рођак, са којим је Магелан пловио, Франсиско Серао, био је део прве експедиције на Молучким острвима, полазећи из Малаке 1511. године. Серао је стигао до Молука, оставши на острву Тернате и оженио се. Серао је слао писма Магелану из Терната, величајући лепоту и богатство Молучких острва. Ова писма су вероватно мотивисала Магелана да планира експедицију на острва и касније ће бити представљена шпанским званичницима када је Магелан тражио њихово спонзорство.
Историчари спекулишу да је, почевши од 1514. године, Магелан у више наврата молио португалског краља Мануела I да финансира експедицију на Молуке, иако су записи нејасни. Познато је да је Мануел више пута одбијао Магеланове захтеве за симболично повећање његове плате и да је крајем 1515. или почетком 1516. Мануел удовољио Магелановом захтеву да му се дозволи да служи другом господару. Отприлике у то време, Магелан је упознао космографа Руија Фалеира, још једног португалског субјекта који је неговао огорченост према Мануелу. Њих двојица су били партнери у планирању путовања на Молуке које би предложили краљу Шпаније. Магелан се преселио у Севиљу, Шпанија, 1517. године, а Фалеиро је уследио два месеца касније.
По доласку у Севиљу, Магелан је контактирао Хуана де Аранду, залагаоничара Каса де Контратасион. По приспећу његовог партнера Руија Фалеира, уз подршку Аранде, свој пројекат су представили шпанском краљу Карлу I (будућем цару Светог Римског Рима Карлу V). Магеланов пројекат би, ако би био успешан, реализовао Колумбов план о рути зачина тако што би пловио на запад, а да не наруши односе са Португалцима. Идеја је била у складу са временом и о њој се већ разговарало након Балбоиног открића Пацифика. Краљ је 22. марта 1518. именовао Магелана и Фалеира за генерал-капетане. Такође их је промовисао у чин команданте Реда Сантјага. Постигли су споразум са краљем Карлом који им је, између осталог, омогућио:
- Монопол откривене трасе на период од десет година.[21][22]
- Њихово именовање за гувернере (аделантадо) пронађених земаља и острва, са 5% резултирајућих нето добити, које могу наследити њихови партнери или наследници.[21][23]
- Петину добити од експедиције.[21]
- Право на слање робе у вредности од 1.000 дуката са Молучких острва у Шпанију годишње ослобођено већине пореза.[22]
- У случају да открију више од шест острва, једна петнаестина трговачке добити за два по њиховом избору,[21] и двадесетпетина са осталих.[24]

Експедицију је углавном финансирала шпанска круна, која је обезбедила бродове са залихама за две године путовања. Иако је краљ Чарлс I требало да плати за флоту, био је дубоко у дуговима и обратио се Кући Фугера. Преко надбискупа Хуана Родригеза де Фонсеке, шефа Каса де Контратасион, Круна је добила учешће трговца Кристобала де Хароа, који је обезбедио четвртину средстава и робе за размену.
Стручни картографи Хорхе Реинел и Диего Риберо, Португалац који је почео да ради за краља Карла 1518. године као картограф у Каса де Контратасион, учествовали су у изради карата које ће се користити на путовању. Током припреме путовања појавило се неколико проблема, укључујући недостатак новца, португалски краљ који је покушавао да их спречи, Магелан и други Португалци који су изазивали сумњу од Шпанаца, и тешку природу Фалеира.

## Путовање

### У Атлантском океану
Шпанска армада састављена од 5 једрењака са 240 људи под командом португалског капетана Фердинанда Магелана запловила је из Санлукар де Барамеда 20. септембра 1519, са циљем да пловећи на запад дође до Молучких острва у Индонезији, како би прекинула дотадашњи португалски монопол у трговини зачинима. Флота је прешла Атлантски океан и спустила се низ источну обалу Јужне Америке, која је у то време јужно од Бразила и залива Рио де ла Плата (који су прошли 2. фебруара 1520) била потпуно неистражена. Успут су изгубили најмањи брод (Сантјаго, 17. априла 1520) и задржали се све до краја августа 1520 на обали Патагоније, оправљајући преостале бродове. Ту су се три брода под командом својих шпанских капетана побунила против Магелана, желећи да га ухапсе и врате у Шпанију. Морал посада био је низак због веома дугог путовања (посаде су биле на мору више од пола године, нечувено за оно време), а Магелан је као Португалац био непопуларан међу шпанским морнарима, али је готово половина морнара била регрутована из свих крајева Европе (највише је било Италијана, Грка и Немаца). Уз помоћ верних официра и не-шпанских морнара, главни капетан је брутално угушио побуну: један од побуњених бродова одмах је заузет абордажом, а његов капетан је убијен. Застрашени овим примером, остали су се предали без борбе: Магелан је погубио двојицу побуњених капетана, а једног шпанског официра и једног свештеника је оставио на пустом острву. Експедиција од 4 брода је наставила на југ 24. августа и открила Магеланов пролаз у Тихи океан (21. октобра - 26. новембра 1520), али је током пролаза још један брод дезертирао и вратио се у Шпанију.

### У Тихом океану
Као први Европљани у Тихом океану, преостала три брода наставила су на запад и после три месеца открили Филипине (6. марта 1521), где су пријатељски дочекани на острву Себу и започели покрштавање домородаца, али су се уплели у локалне сукобе и Магелан је погинуо у сукобу са непријатељским урођеницима на суседном острву Мактан (27. априла 1521). Магеланова смрт довела је до побуне дотада пријатељских урођеника на острву Себу против Шпанаца, па је Магеланова посада након борбе са њима (маја 1521) спалила један од преосталих бродова (Зачеће) и са преостала два брода, под командом шпанског навигатора Себастијана Елкана наставила на југозапад и 8. новембра 1521. стигла на острво Тидоре у Молучким острвима, где је успешно заменила своју робу за 21 тону зачина (каранфилић), чија је вредност у оно време била непроцењива.

### Повратак око Африке
На Молучким острвима Елкано је одлучио да се не враћа на исток, путем којим је дошао (путовање је већ трајало више од 2 године), већ да искористи повољне монсунске ветрове и настави на запад, заобилазећи успут португалске колоније и бродове, који би им свакако запленили товар, пошто је пловидба око Африке у Азију била под португалском контролом. Пошто се брод Тројство показао као преслаб за пловидбу, Елкано је половину посаде оставио на острву Тидоре, а са преосталим бродом Победа и товаром зачина је 21. децембра 1522. запловио на запад: 18. маја 1522. обишао је Рт добре наде, 9. јула је пристао на острву Капе Верде, где су му Португалци заробили пола посаде, и најзад је 8. септембра са 18 преосталих људи пристао у Севиљи, одакле је путовање и почело три године раније.

## У популарној култури
Магеланова експедиција је детаљно приказана у шпанским серијама Конквистадори: Авантура из 2017  и Без граница из 2022. године.